# 1984 (For The Love of Big Brother)
1984 (For the Love of Big Brother) es una banda sonora grabada por el dúo británico Eurythmics. Contiene la música de la película 1984 (1984), basada en la novela homónima de George Orwell.

## Lista de canciones
Todas las canciones escritas y compuestas por Annie Lennox y David A. Stewart. 
| N.º | Título                        | Duración |  |
| 1.  | «I Did It Just the Same»      | 3:28     |  |
| 2.  | «Sexcrime»                    | 3:58     |  |
| 3.  | «For the Love of Big Brother» | 5:05     |  |
| 4.  | «Winston's Diary»             | 1:22     |  |
| 5.  | «Greetings from a Dead Man»   | 6:13     |  |
| 6.  | «Julia»                       | 6:40     |  |
| 7.  | «Doubleplusgood»              | 4:40     |  |
| 8.  | «Ministry of Love»            | 3:47     |  |
| 9.  | «Room 101»                    | 3:50     |  |

## Créditos
- Annie Lennox: voz, teclados, sintetizador, percusión
- David A. Stewart: coros, guitarra, bajo, teclados
- Producido por David A Stewart
- Mezclado por David A Stewart y Eric 'E.T.' Thorngren